# Commissario europeo per la ricerca, l'innovazione e la scienza
Il commissario europeo per la ricerca, l'innovazione e la scienza è un membro della Commissione europea. Attualmente il ruolo è ricoperto dal 1° dicembre 2024 dalla bulgara Ekaterina Zaharieva.

## Competenze
Al Commissario per la ricerca, l'innovazione e la scienza fa capo la Direzione Generale per la ricerca, attualmente diretta dal neerlandese Robert-Jan Smits.

## Il commissario attuale
Attualmente il ruolo è ricoperto da Ekaterina Zaharieva.

## Elenco
|     | Commissario            | Paese      | Commissione                  | Periodo          | Incarico                                             |
| --- | ---------------------- | ---------- | ---------------------------- | ---------------- | ---------------------------------------------------- |
| 1   | Filippo Maria Pandolfi | Italia     | Commissione Delors II        | 1989–1993        | Scienza, ricerca e sviluppo                          |
| 2   | Antonio Ruberti        | Italia     | Commissione Delors III       | 1993–1995        | Scienza, ricerca, sviluppo tecnologico ed educazione |
| 3   | Édith Cresson          | Spagna     | Commissione Santer           | 1995–1999        | Scienza, ricerca e tecnologia                        |
| 4   | Philippe Busquin       | Belgio     | Commissione Prodi            | 1999–2004        | Ricerca                                              |
| 5   | Louis Michel           | Belgio     | Commissione Prodi            | 2004             | Ricerca                                              |
| 6   | Janez Potočnik         | Slovenia   | Commissione Barroso I        | 2004–2010        | Scienza e ricerca                                    |
| 7   | Máire Geoghegan-Quinn  | Irlanda    | Commissione Barroso II       | 2010–2014        | Ricerca, innovazione e scienza                       |
| 8   | Carlos Moedas          | Portogallo | Commissione Juncker          | 2014–2019        | Ricerca, scienza e innovazione                       |
| 9   | Marija Gabriel         | Bulgaria   | Commissione von der Leyen I  | 2019–2023        | Innovazione, ricerca, cultura, istruzione e gioventù |
| a.i | Margrethe Vestager     | Danimarca  | Commissione von der Leyen I  | 2023             | Innovazione e ricerca (ad interim)                   |
| 10  | Iliana Ivanova         | Bulgaria   | Commissione von der Leyen I  | 2023–2024        | Innovazione, ricerca, cultura, istruzione e gioventù |
| 11  | Ekaterina Zaharieva    | Bulgaria   | Commissione von der Leyen II | 2024 – in carica | Start-up, ricerca e innovazione                      |